# Rudolf Sokol
Rudolf Sokol (* 7. September 1887 in Altstadt, Österreichisch Schlesien; † 29. April 1974 in Bremen) war ein deutscher Maler.

## Werdegang
Sokol studierte an den Akademien in München bei Professor Heinrich Knirr (1920) und Prag bei Professor Franz Thiele (1922 bis 1926). Er war zunächst in Wagstadt ansässig. In der Zeit des Nationalsozialismus war Sokol obligatorisch Mitglied der Reichskammer der bildenden Künste.
Nach dem Zweiten Weltkrieg lebt er in Bremen und war dort Mitglied des Bremer Künstlerbundes. Von ihm stammen überwiegend Landschaftsdarstellungen.

## Ehrungen
Ehrenmitglied im Bremer Künstlerbund
- 1968: Adalbert-Stifter-Medaille
- 1973: Verdienstkreuz 1. Klasse der Bundesrepublik Deutschland[1]

## Ausstellungen
Schon vor dem Zweiten Weltkrieg erfolgreiche Ausstellungen in den Künstlerhäusern von Städten wie Olmütz, Brünn, Mährisch Ostrau, Troppau, Karlsbad, Reichenberg, Kattowitz, Gleiwitz, Breslau und München.

### Sicher belegte Teilnahme an Ausstellungen in der Zeit des Nationalsozialismus
- 1940: Kiel („Die Kunst der Deutschen Stämme I. Schlesische Künstler“)
- 1942: Berlin, Schloss Schönhausen („Niederschlesische Kunst“)
- 1942 und 1943: Beuthen, Oberschlesisches Landesmuseum („Oberschlesische Kunstausstellung“)
- 1942: Breslau, Museum der bildenden Künste („9. Niederschlesische Kunstausstellung“)[2]

### Ausstellungen nach 1945
- 1957: Kunsthalle Bremen
- 1959: Sonderausstellung im Paula-Becker-Modersohn-Haus in Bremen
- 1972: Ostdeutsche Galerie, Regensburg
- 2004: Wagstadt